# Колюбакин, Сергей Витальевич
Серге́й Вита́льевич Колюба́кин (род. 26 мая 1977 года, Горький, Горьковская область, РСФСР, СССР) — российский хоккеист, выступавший в высших дивизионах чемпионатов России и Белоруссии.

## Биография
Воспитанник хоккейной школы нижегородского «Торпедо». Игровую карьеру начал в 1993 году в его втором составе, игравшем в Открытом чемпионате России. С 1995 года входил в основной состав «Торпедо», игравшего в Межнациональной хоккейной лиге, а позже в Суперлиге российского чемпионата, на протяжении сезонов продолжая привлекаться в состав «Торпедо-2» и заволжского «Мотора».
В 2002—2005 годах играл в клубах российских высшей и первой лиг: саратовском «Кристалле», кирово-чепецкой «Олимпии», ижевской «Ижстали», ХК «Саров».
В сезоне 2005/2006 выступал в составе новополоцкого клуба Белорусской экстралиги «Химик»-СКА, после чего на два сезона вернулся в российские чемпионаты высшей и первой лиг, сначала — в «Кристалл» (Саратов), затем войдя в состав ХК «Липецк», позже в состав волжского клуба «Ариада-Акпарс».
В 2008 году вновь уехал в Белоруссию. В сезоне 2008/2009 представлял воссозданный бобруйский «Шинник». В следующем сезоне перешёл в ХК «Брест». В сезоне 2011/2012 завершил игровую карьеру в клубе Высшей хоккейной лиги «Рязань».
Тренер юношеских команд в Сарове, тренер студенческой команды ХК «СарФТИ».